# José Antonio Rubio Mielgo
José Antonio Rubio Mielgo, né le 13 avril 1957, est un homme politique espagnol membre du Parti populaire (PP).

## Biographie

### Vie privée
Il est veuf et père d'une fille.

### Activités politiques
Il est conseiller municipal de Palencia de 1995 à 2007. De 2003 à 2007, il est député provincial.
Le 9 mars 2008, il est élu sénateur pour Palencia au Sénat et réélu en 2011, 2015 et 2016.